# العلاقات العمانية الغواتيمالية
العلاقات العمانية الغواتيمالية هي العلاقات الثنائية التي تجمع بين سلطنة عمان وغواتيمالا.

## مقارنة بين البلدين
هذه مقارنة عامة ومرجعية للدولتين:
| وجه المقارنة                                              | سلطنة عمان    | غواتيمالا       |
| --------------------------------------------------------- | ------------- | --------------- |
| المساحة (كم2)                                             | 309.50 ألف    | 108.89 ألف      |
| عدد السكان (نسمة)                                         | 4.64 مليون    | 17.26 مليون     |
| الكثافة السكانية (ن./كم²)                                 | 14.99         | 158.51          |
| العاصمة                                                   | مسقط          | غواتيمالا       |
| اللغة الرسمية                                             | اللغة العربية | اللغة الإسبانية |
| العملة                                                    | ريال عماني    | كتزال غواتيمالي |
| الناتج المحلي الإجمالي (بليون دولار)                      | 72.64 مليار   | 75.62 مليار     |
| الناتج المحلي الإجمالي (تعادل القوة الشرائية) بليون دولار | 179.49 مليار  | 126.21 مليار    |
| الناتج المحلي الإجمالي الاسمي للفرد دولار أمريكي          | 15.55 ألف     | 3.90 ألف        |
| الناتج المحلي الإجمالي للفرد دولار أمريكي                 | 38.63 ألف     | 7.45 ألف        |
| مؤشر التنمية البشرية                                      | 0.793         | 0.627           |
| رمز المكالمات الدولي                                      | +968          | +502            |
| رمز الإنترنت                                              | عمان          | .gt             |
| المنطقة الزمنية                                           | ت ع م+04:00   | 00              |

## منظمات دولية مشتركة
يشترك البلدان في عضوية مجموعة من المنظمات الدولية، منها:
| علم المنظمة | اسم المنظمة                               | تاريخ انضمام سلطنة عمان | تاريخ انضمام غواتيمالا |
| ----------- | ----------------------------------------- | ----------------------- | ---------------------- |
|             | وكالة ضمان الاستثمار متعدد الأطراف        | 1989                    | 11 يوليو 1996          |
|             | منظمة الشرطة الجنائية الدولية             | ?                       | ?                      |
|             | منظمة حظر الأسلحة الكيميائية              | ?                       | ?                      |
|             | منظمة التجارة العالمية                    | 2000                    | ?                      |
|             | الأمم المتحدة                             | 7 أكتوبر 1971           | 21 نوفمبر 1945         |
|             | مؤسسة التمويل الدولية                     | 1973                    | 20 يوليو 1956          |
|             | يونسكو                                    | 10 فبراير 1972          | 2 يناير 1950           |
|             | مؤسسة التنمية الدولية                     | 1973                    | 27 أبريل 1961          |
|             | البنك الدولي للإنشاء والتعمير             | 1971                    | 28 ديسمبر 1945         |
|             | المنظمة الهيدروغرافية الدولية             | ?                       | ?                      |
|             | الاتحاد البريدي العالمي                   | ?                       | ?                      |
|             | المركز الدولي لتسوية المنازعات الاستشارية | 1995                    | 20 فبراير 2003         |
|             | الاتحاد الدولي للاتصالات                  | 28 أبريل 1972           | 10 يوليو 1914          |

## وصلات خارجية
- موقع وزارة الخارجية العمانية
- موقع وزارة الخارجية الغواتيمالية